# Pierre Narcisse Guérin

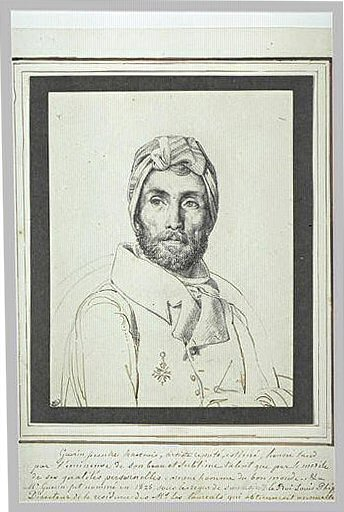
Porträt von Pierre Narcisse Guérin, Jodocus Sebastiaen van den Abeele, Louvre

Baron Pierre Narcisse Guérin (* 13. März 1774 in Paris; † 16. Juli 1833 in Rom) war ein französischer Maler und Lithograf.

## Leben und Werk
Pierre Narcisse Guérin war ein Schüler des Barons Jean-Baptiste Regnault und zog zuerst mit einer Darstellung des Opfers vor Äskulaps Bildsäule nach Salomon Gessners Idyllen (heute im Louvre) die Aufmerksamkeit auf sich. Sein Tod Catos von Utica trug ihm 1797 einen Preis ein. Noch mehr wurde sein Marcus Sextus (1799) bewundert, das zeigt, wie Marcus Sextus nachdem er Sullas Proskription entwichen ist, bei seiner Rückkehr seine Gemahlin tot und seine Töchter in Tränen zu ihren Füßen findet, ein Bild voller Pathos.

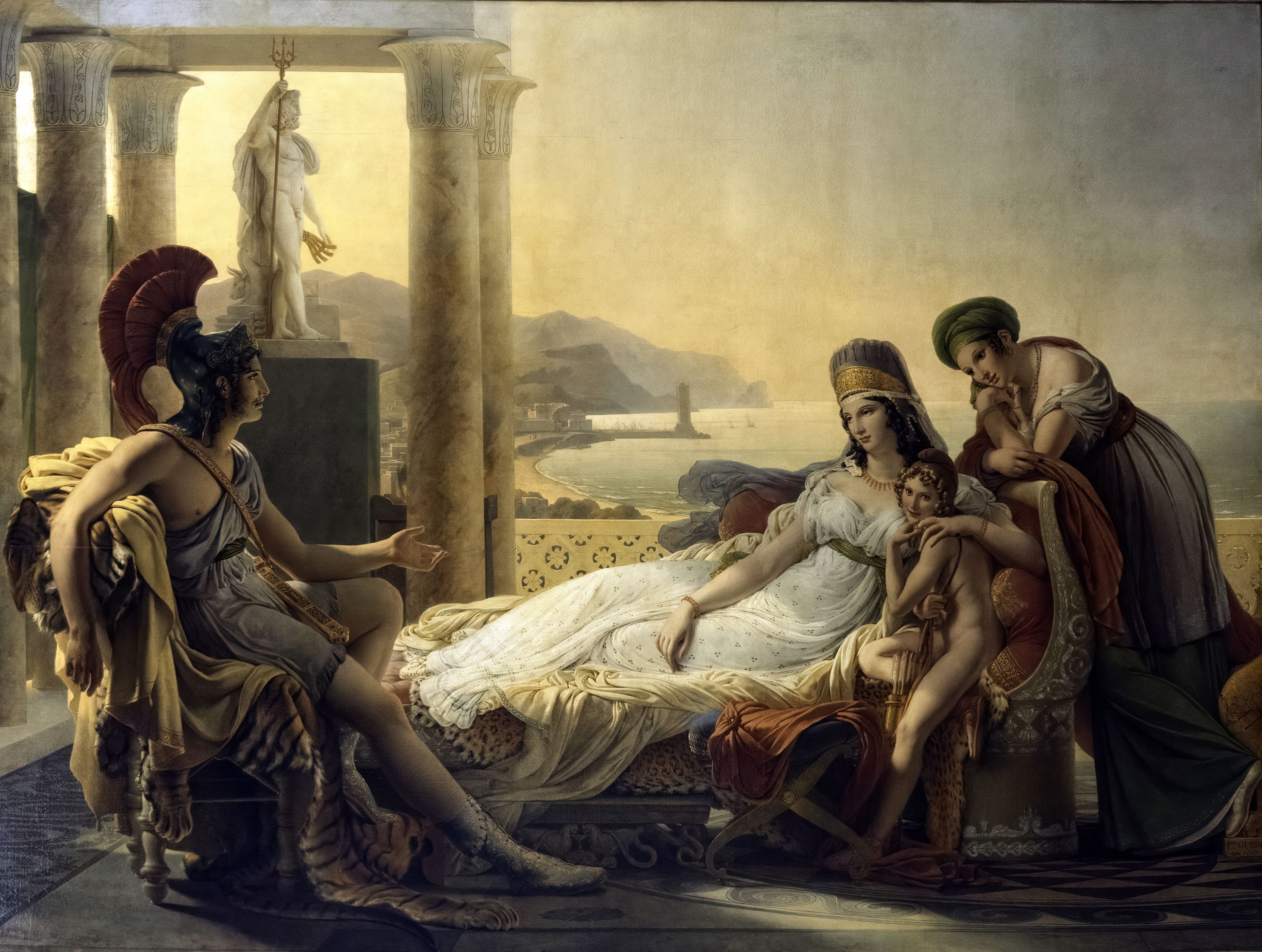
Äneas berichtet Dido vom Untergang Trojas

Geteilten Beifall fand dagegen sein Hippolyt und seine Phädra (1802), mit denen er sich der Bühnendarstellung zuwandte. Nach einer Italienreise im Jahr 1802 ließ er sich in Paris nieder, wo er eine Reihe größerer Werke ausführte, unter anderen Napoleon, den Rebellen in Kairo verzeihend, Andromache und Pyrrhos (1810), Aeneas, der Dido sein Abenteuer erzählend (1813), (siehe Bild) und Klytämnestra im Begriff Agamemnon zu ermorden (1817, alle drei im Louvre).
Im Jahr 1822 wurde er zum Direktor der französischen Akademie in Rom ernannt. In dieser Stellung blieb er bis 1829. Im Jahr 1833 kehrte er noch einmal nach Rom zurück, wo er am 16. Juli 1833 starb. Seine von Jacques-Louis David beeinflussten Gemälde zeichnen sich durch technische Meisterschaft der Behandlung, Korrektheit der Zeichnung und effektvolle Beleuchtung aus, mit der Guérin eine neue Richtung eröffnete. Aus seinem Atelier sind Théodore Géricault, Xavier Sigalon, Eugène Delacroix und Ary Scheffer hervorgegangen, die sich freilich von seiner Art weit entfernt haben.